# Isolda bipinnata
Isolda bipinnata är en ringmaskart som beskrevs av Fauchald 1977. Isolda bipinnata ingår i släktet Isolda och familjen Ampharetidae. Inga underarter finns listade i Catalogue of Life.